# Helena Gilson
Helena Gilson, född 28 juni 1999, är en volleybollspelare (högerspiker). Hon spelar för Asterix Avo Beveren och Belgiens damlandslag i volleyboll. Med landslaget deltog hon i EM 2021.